# Mathieu Berbizier
Pas d'image ? Cliquez ici

a Compétitions nationales et continentales officielles uniquement.

Dernière mise à jour le 27 mai 2025.
Mathieu Berbizier, né le 15 septembre 1996 à Lannemezan, est un joueur français de rugby à XV évoluant au poste de demi d'ouverture ou d'arrière au Stado Tarbes.
Il est le fils d'un cousin germain de Pierre Berbizier, l'ancien joueur et sélectionneur de l'équipe de France de rugby à XV.

## Carrière

### Formation
Mathieu Berbizier a d'abord pratiqué le football dans son enfance avant de commencer le rugby en 2010 avec le Cercle amical lannemezanais. Il y arrive dans la catégorie minime et y fait ses deux années cadets. En 2012, il rejoint le Tarbes Pyrénées rugby où il effectue toute sa formation jusqu'en 2017. En juin 2017, il s'engage avec USA Perpignan et intègre le centre de formation du club catalan pour une saison.

### En club

#### Tarbes Pyrénées rugby (2015-2017)
Mathieu Berbizier fait la grande majorité de la saison 2015-2016 avec l'équipe espoir. Il fait ses débuts avec l'équipe première le 22 mai 2016 lors du déplacement des tarbais face au CS Bourgoin-Jallieu pour la dernière journée de la saison de Pro D2.
La saison suivante, il dispute 13 matchs de Fédérale 1 en étant titulaire à chaque fois.

#### Union sportive arlequins perpignanais (2017-2018)
Arrivé durant l'été 2017, Mathieu Berbizier évolue l'intégralité de la saison avec l'équipe espoir. Il effectue son seul match de Pro D2 avec l'USAP lors du déplacement à l'USON Nevers en février 2018.

#### Stado Tarbes (depuis 2018)
Après être parti une saison, il revient en Bigorre dans son club formateur. Il s'impose comme un joueur majeur de l'équipe qui évolue en Fédérale 1 avec 24 matchs disputés lors de la saison 2018-2019, puis 17 matchs lors de la saison 2019-2020 avant l'arrêt du championnat en raison de la pandémie de Covid-19. En juillet 2020, il prolonge son contrat avec le club bigourdan. Durant l'été 2020, il s'entraîne afin de changer de poste pour la nouvelle saison de Nationale, passant de l'arrière à l'ouverture. Il commence la saison 2020-2021 de Nationale avec une victoire face au RC Massy en étant positionner à l'ouverture.

## Palmarès
- Vainqueur du Championnat de France de 2e division en 2018 avec l'USA Perpignan.